# Pedro do Rosário
Pedro do Rosário is een gemeente in de Braziliaanse deelstaat Maranhão. De gemeente telt 30.856 inwoners (schatting 2009).
De gemeente grenst aan Zé Doca, Penalva, Matinha en Viana.